# Komai Taku
Komai Taku (jap. 駒井卓; * 9. Mai 1886 in Himeji, Präfektur Hyōgo; † 9. Juli 1972 in Sakyo-ku, Präfektur Kyōto) war ein japanischer Zoologe und Genetiker. Er war einer der Pioniere der Drosophila-Genetik und Humangenetik in Japan.

## Leben
Nach der Absolvierung der Höheren Normalschule Tokio und arbeitete Komai ab 1908 als Lehrer an der Präfektur-Mittelschule Tondabayashi in Osaka. 1917 schloss er ein Wahlfach in Zoologie an der naturwissenschaftlichen Fakultät der Kaiserlichen Universität Tokyo ab. 1920 wurde er Assistenzprofessor an der naturwissenschaftlichen Fakultät der Kaiserlichen Universität Kyōto. Von 1923 bis 1925 studierte an der Columbia University unter der Leitung des späteren Nobelpreisträgers für Medizin, Thomas Hunt Morgan, Drosophila-Genetik, die er anschließend in Japan einführte. Im Februar 1924 promovierte er an der Universität Tokio zum Doctor of Science mit der Dissertation 二種の異状なる櫛水母シロープラナ及びガストロデスの研究 (Studies on two aberrant ctenophores, Coeloplana and Gastrodes). 1925 wurde er Professor und 1944 Dekan an der naturwissenschaftlichen Fakultät an der Kaiserlichen Universität Tokio. Von 1928 bis 1931 war er  Professor an der Kaiserlichen Universität Kyōto. 1947 wurde er emeritiert, 1949 wurde er Mitglied der Japanischen Akademie der Wissenschaften und von 1950 bis 1956 war er Direktor des Nationalinstituts für Genetik, an dessen Gründung er beteiligt war.
Komai leistete bedeutende Beiträge zur taxonomischen und embryologischen Forschung an Fangschreckenkrebsen, Rippenquallen und Protochordata sowie zur zytologischen und genetischen Forschung an Schmetterlingen, Drosophila, Marienkäfern und anderen Insekten, Schnecken, Katzen und Menschen.
Komai war Autor mehrerer Bücher, darunter Human Heredity with Special Reference to the Japanese (1951), Genetics with Special Reference to Mankind (1952), Evolution of Organisms Based on Genetics (1963) und Genetics of Mankind (1966).
Komai starb im Juli 1972 in seinem Haus in Sakyo-ku im Alter von 86 Jahren an den Folgen einer Septikämie.

## Dedikationsnamen
Maki Moichirō, ein Schüler Komais, benannte 1931 die schneckenfressende Schlangenart Pareas komaii aus Taiwan zu Ehren seines Mentors.

## Schriften (Auswahl)
- 生物学叢話, 1930
- 偉人伝全集 第6巻 ダーウヰン伝 改造社, 1932
- 日本人を主とした人間の遺伝, 1942
- 遺伝学叢話 甲鳥書林, 1944
- 百花文庫 ダーウインの家 創元社, 1947
- 日本の資料を主とした生物進化学, 1948
- 遺伝と家系 北隆館, 1949
- 動物学上著名な日本産動物 甲文社, 1949
- ショウジョウバエの遺伝と実験 培風館, 1952
- チャールズ・ダーウィン ダーウィン その生涯と業績 培風館, 1959
- 遺伝学に基づく生物の進化 培風館, 1963
- 最近の生物学 第1－5巻 共編 培風館, 1950－55
- 人類を主とした遺伝学 培風館, 1952
- 集団遺伝学 酒井寛一共編 培風館, 1956
- 遺伝学と種の起原 テオドシウス・ドブジャンスキー、高橋隆平共訳 培風館, 1953